# Acta entomologica serbica
Acta entomologica serbica – recenzowane czasopismo naukowe, entomologiczne, publikowane przez Entomološko Društvo Srbje.
O wydawaniu własnego pisma zdecydowano na kongresie entomologów na nowo otwartym Instytucie Zoologii w Belgradzie w maju 1926. Czasopismo wystartowało jeszcze w 1926 roku pod nazwą "Glasnik Entomološkog društva Kraljevine Srba, Hrvata i Slovenaca" (pl. Biuletyn Towarzystwa Entomologicznego Królestwa Serbii, Chorwacji i Słowenii). Pod tą nazwą wyszły w Belgradzie dwa pierwsze tomy w 1926 i 1927, po czym nazwę, w związku ze zmianą nazwy państwa i towarzystwa, zmieniono na "Glasnik Jugoslovenskog entomološkog društva" (pl. Biuletyn Jugosłowiańskiego Towarzystwa Entomologicznego). Pod tą nazwą wyszły dwa tomy w 1929 i 1931. Czasopismo wróciło następnie, po 40-letniej przerwie, jako "Acta Entomologica Jugoslavica", wydane w 1971 w Zagrzebiu. Pod nazwą tą były wydawane do 1991 roku.
O wznowieniu pisma zdecydowano na XXI Dorocznym Zjeździe, który odbył się w Belgradzie 17-18 listopada 1993 roku. Od tej pory wychodzi jako Acta entomologica serbica, wydawane w Belgradzie w języku angielskim i publikuje głównie oryginalne badania, rzadziej przeglądy i krótkie komunikaty.